# Сан Фердинандо ди Пуља
Сан Фердинандо ди Пуља (итал. San Ferdinando di Puglia) је насеље у Италији у округу Барлета-Андрија-Трани, региону Апулија.
Према процени из 2011. у насељу је живело 13734 становника. Насеље се налази на надморској висини од 67 м.

## Становништво
Према резултатима пописа становништва 2011. у општини је живело 13.916 становника.
| 1931.  | 1936.  | 1951.  | 1961.  | 1971.  | 1981.  | 1991.  | 2001.  | 2011.  |
| ------ | ------ | ------ | ------ | ------ | ------ | ------ | ------ | ------ |
| 11.256 | 11.702 | 13.949 | 13.880 | 12.971 | 12.831 | 13.840 | 14.361 | 13.916 |

## Партнерски градови
- Ларијано